# La Manouba
La Manouba (arabe : منوبة  [mænuːbæ]) est une ville de la banlieue nord-ouest de Tunis (capitale de la Tunisie) et le chef-lieu du gouvernorat du même nom.

## Géographie

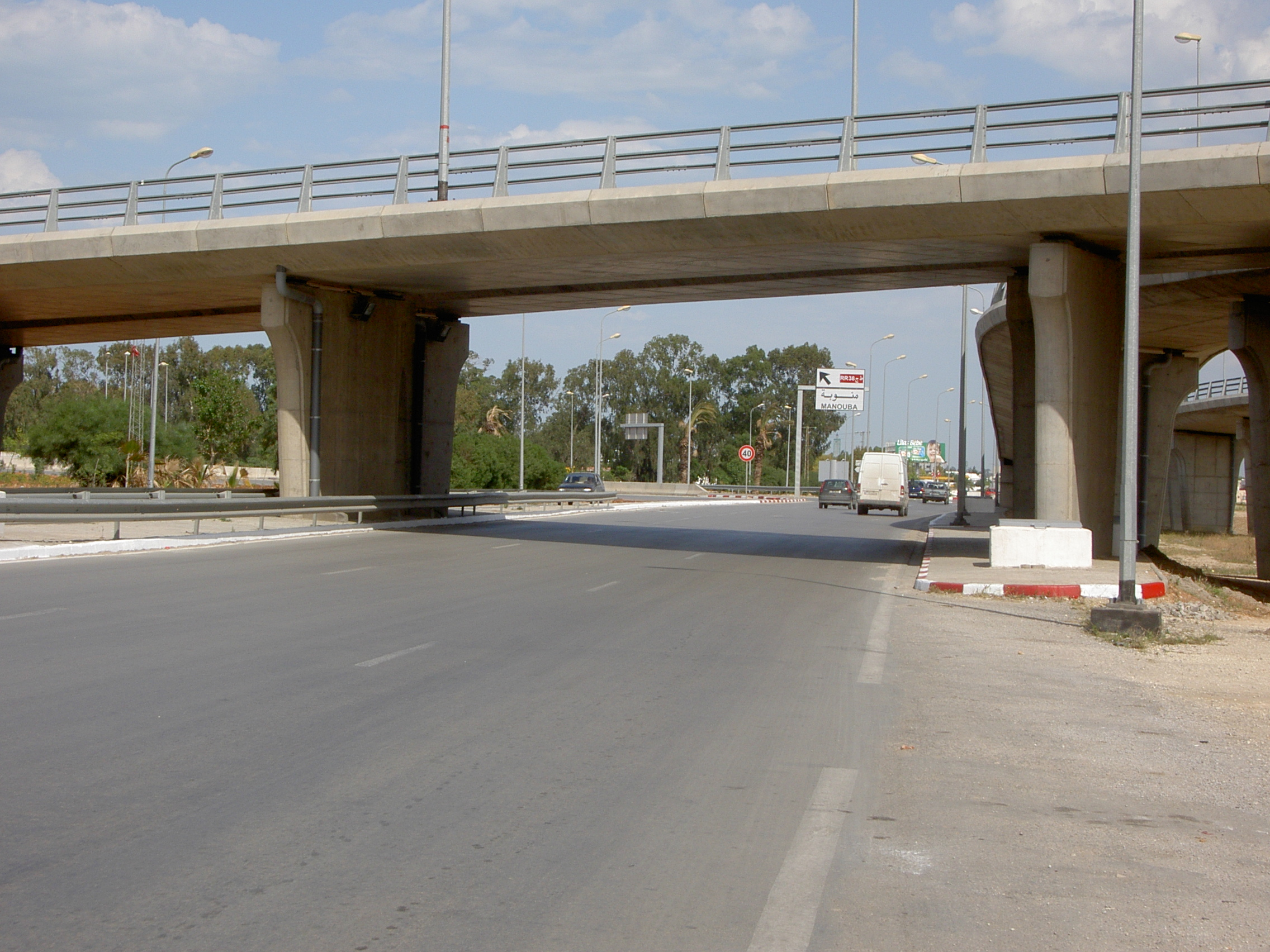
Entrée de la ville de La Manouba.

La ville de La Manouba est située au Nord-Est de la Tunisie. Son territoire est délimité par Oued Ellil à l'Ouest, Douar Hicher au Nord, et le gouvernorat de Tunis à l'Est et au sud.
|            | Douar Hicher |         |
| Oued Ellil | La Manouba   | Den Den |
|            | Tunis        |         |

## Étymologie
Le nom de la Manouba remonterait à l'Antiquité, si l'on en croit l'étymologie souvent avancée, et proviendrait du mot punique signifiant « marché agricole ».

## Histoire
La municipalité de la Manouba, créée en vertu du décret du 23 juillet 1942, est considérée parmi les municipalités les plus anciennes du Grand Tunis. Elle compte une population de 32 029 habitants en 2014.

## Architecture et urbanisme
La Manouba faisait partie des résidences d'été des beys de Tunis. C'est pourquoi la ville abrite un ensemble de palais appartenant à des ministres beylicaux. On dénombre près de vingt grandes demeures, dont huit palais au milieu de segna (vergers) du XIXe siècle, construites sur le modèle de palais italiens avec de fortes notes arabo-andalouses.
On peut citer parmi les plus connus :
- le palais Kobbet El Nhas, bâti par Moustapha Bey et habité par le général mamelouk Farhat Gaied Jbira puis le général mamelouk Rachid ; c'est là que naît en 1894 le leader nationaliste Salah Farhat ;
- le palais Ali Zarrouk ou Dar Rustum, construit par le général Rustum et devenu le siège du gouvernorat de la Manouba ;
- le palais de la Rose (Ksar el warda), transformé par Sadok Bey en caserne de cavalerie et abritant désormais le Musée militaire national ;
- le palais Mohammed Khaznadar devenu une propriété privée ;
- le palais Kheireddine Pacha (El Makaad), confisqué par le bey en 1864 pour être offert à celui-ci puis devenu propriété privée de Sofia Ben Azouz, fille du colonel (binbachi) El Hadj Khelifa Tounsi, contrôleur général des dépenses des palais beylicaux.

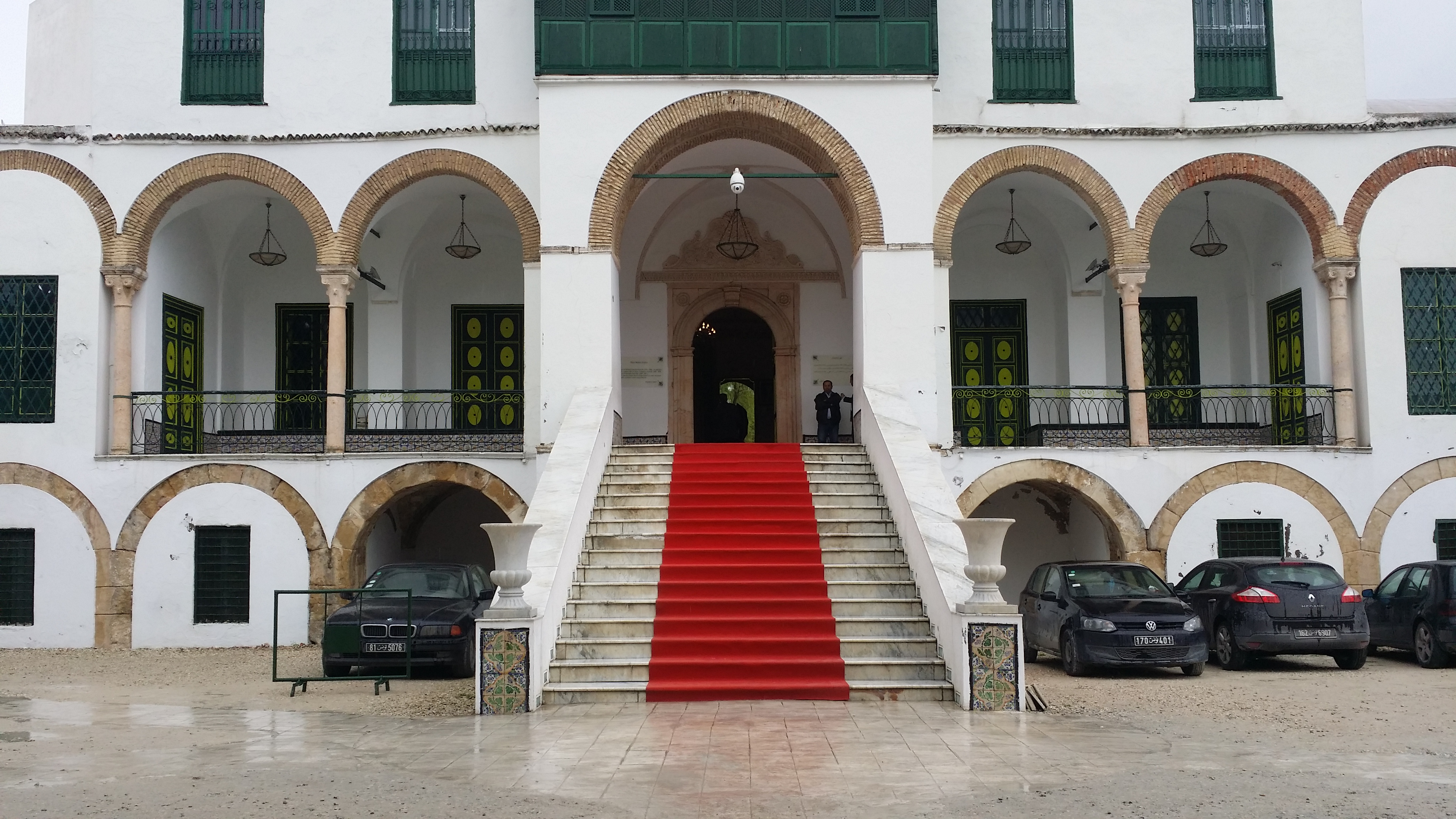
Facade du palais Kobbet El Nhas.
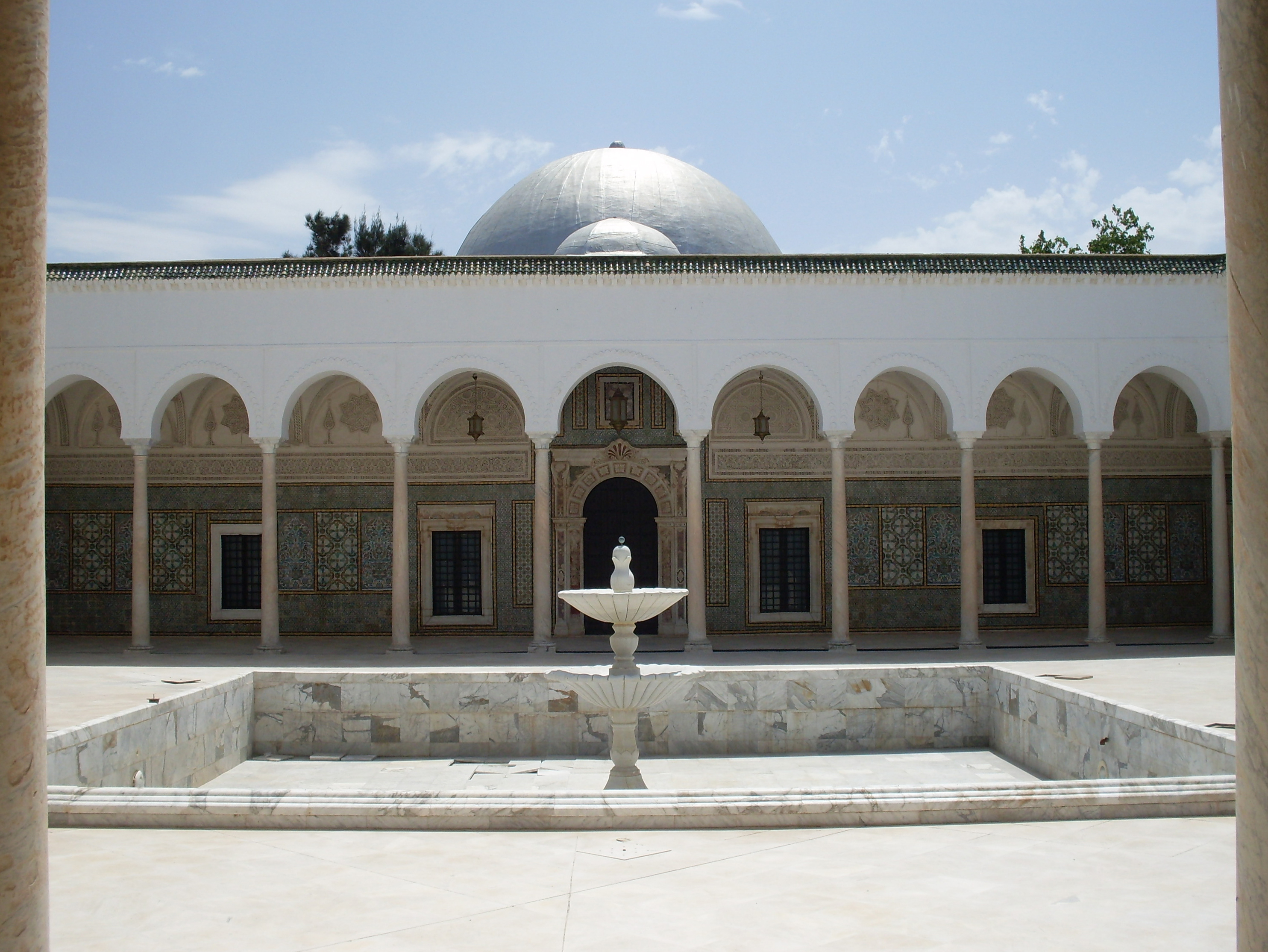
Salle d'honneur du Palais de la rose.

## Éducation
La ville est connue pour son université. Elle accueille aussi l'Institut de presse et des sciences de l'information et l'École supérieure d'économie numérique.

## Santé

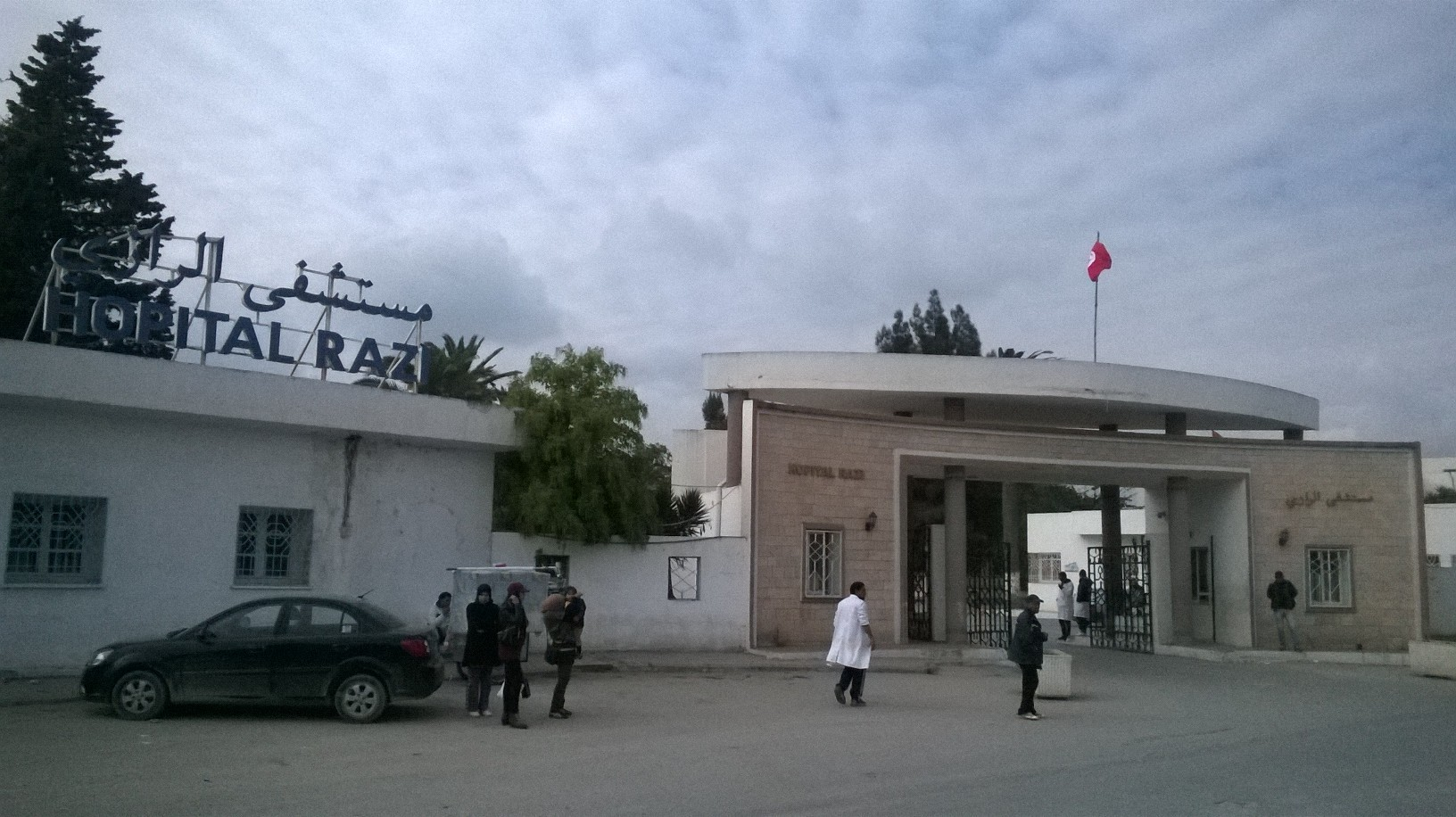
Façade de l'hôpital Razi.

La ville de Manouba est desservie par l'hôpital Razi, un établissement spécialisé dans le domaine de la psychiatrie depuis le 1er juillet 1931.

## Transport

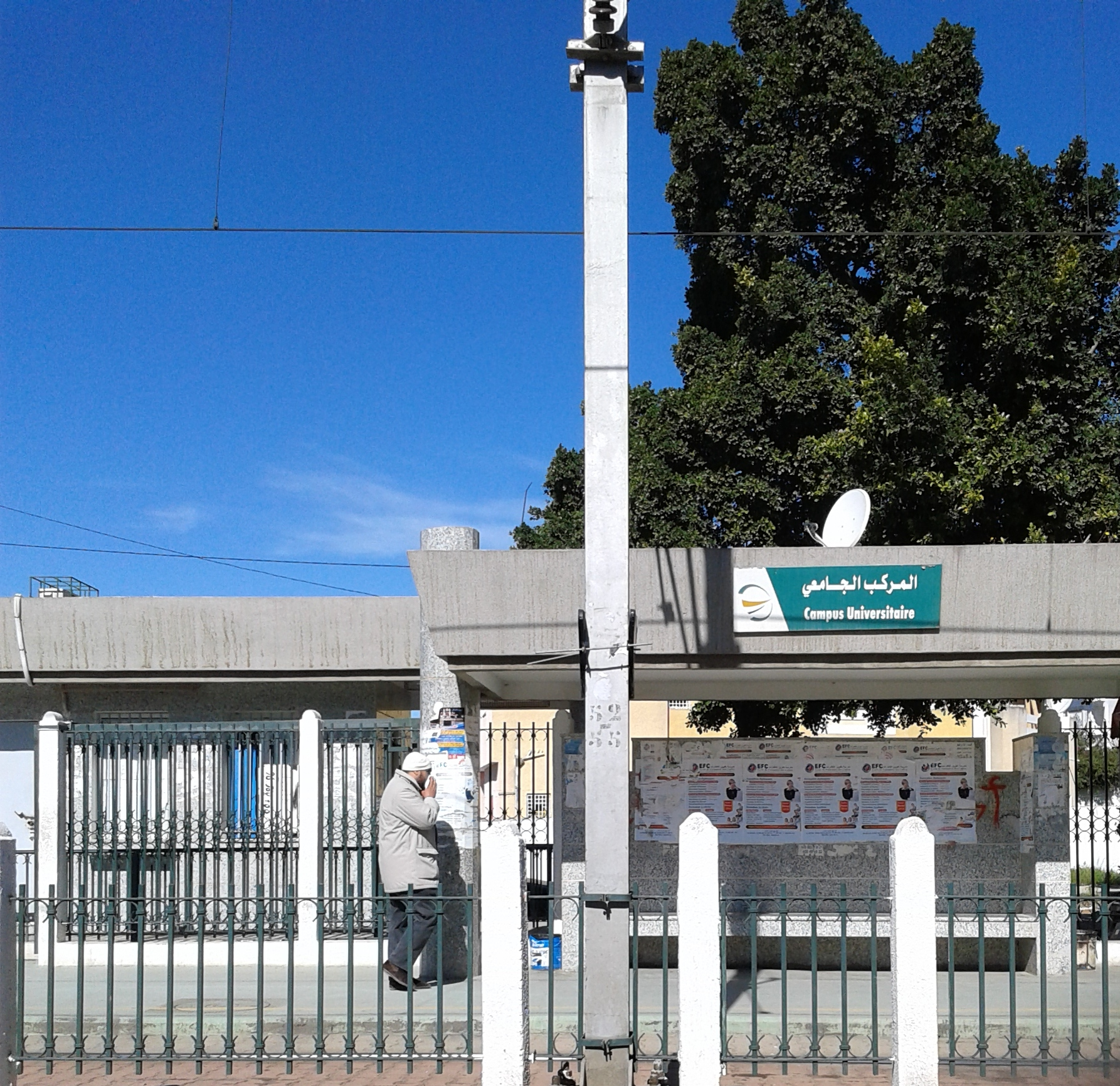
Station du campus de La Manouba.

La Manouba est desservie par la ligne 4 du métro léger de Tunis. La ville possède dix stations et abrite l'un des deux terminus de la ligne (station Kheireddine).
La ville de La Manouba doit être desservie par la future ligne D du Réseau ferroviaire rapide de Tunis avec trois stations : La Manouba, Cité des Oranges et Gobaa.